# Samborowice (województwo dolnośląskie)
Samborowice (niem. Alttschammendorf) – osada w Polsce położona w województwie dolnośląskim, w powiecie strzelińskim, w gminie Przeworno.
W latach 1975–1998 miejscowość należała administracyjnie do województwa wałbrzyskiego.

## Nazwa
W księdze łacińskiej Liber fundationis episcopatus Vratislaviensis (pol. Księga uposażeń biskupstwa wrocławskiego) spisanej za czasów biskupa Henryka z Wierzbna w latach 1295–1305 miejscowość wymieniona jest pod nazwą Samborowitz.
Heinrich Adamy w swoim wykazie nazw miejscowych na Śląsku, wydanym w 1888 r. we Wrocławiu, jako najstarszą zanotowaną nazwę miejscowości wymienia Czamborn, podając jej znaczenie Zimmerplatz (pol. miejsce pokoi). Niemiecki leksykon geograficzny Neumana wydany w 1905 roku notuje nazwę miejscowości jako Polnisch Tschammendorf
17 stycznia 1922 r. w miejsce nazwy Polnisch Tschammendorf wprowadzono nazwę Alttschammendorf. 12 lutego 1948 r. ustalono urzędową polską nazwę miejscowości – Samborowice, określając drugi przypadek jako Samborowic, a przymiotnik – samborowicki.

## Zabytki
Do wojewódzkiego rejestru zabytków wpisany jest:
- zespół pałacowy:
  - pałac, z początku XIX wieku, 1879 r.
  - park, z XIX w.

## Szlaki turystyczne
- Nowina - Rozdroże pod Mlecznikiem - Raczyce - Henryków - Skalice - Skalickie Skałki - Skrzyżowanie nad Zuzanką - Bożnowice - Ostrężna - Miłocice - Gromnik - Jegłowa - Żeleźnik - Wawrzyszów - Grodków - Żarów - Starowice Dolne - Strzegów - Rogów - Samborowice - Szklary - Wilemowice leśniczówka - Biskupi Las - Dębowiec - Ziębice[10]